# 4075 Sviridov
4075 Sviridov је астероид главног астероидног појаса са средњом удаљеношћу од Сунца која износи 3,025 астрономских јединица (АЈ).
Апсолутна магнитуда астероида је 12,2.